# Banu 'Udhra
I Banū ʿUdhra (Arabo ﺑﻨﻮ ﻋﺬﺭة) furono una tribù araba che viveva in Sham e che, in buona parte, era cristiana nel VII secolo in cui Maometto effettuava il suo apostolato in Hijaz. La tribù si convertì all'Islam dopo la spedizione condotta contro di loro da ʿUkāsha ibn al-Miḥṣan nel 627, durante la quale Maometto ordinò loro di attaccare i Banu Asad ibn Khuzayma e di depredarli.
La spedizione di Tabuk ebbe luogo nell'ottobre del 630 al fine di attaccare l'Impero bizantino. La ragione fu forse la volontà di vendicare la morte di uno degli inviati di Maometto, perpetrata da un capo cristiano dei B. al-Balaqa, che guidò la Battaglia di Mu'ta. Mubrakpuri sostiene che questa fu anche la ragione per la spedizione di Tabuk e che correvano voci circa la preparazione di un attacco contro gli Arabi da parte dell'imperatore bizantino Eraclio.

William Muir sosteneva invece che Eraclio intendeva prevenire i probabili attacchi musulmani come la spedizione di ʿUkāsha b. al-Miḥṣan contro i B. ʿUdhra, una tribù fedele ai Bizantini.
I Banū ʿUdhra divennero noti per le loro elegie d'amore che, sublimando la passione carnale, possono far pensare a una sorta di amore platonico (ḥubb ʿudhrī), il cui esempio più alto è rappresentato da Jamīl al-ʿUdhrī (m. 701) e dalla donna da lui cantata, Buthayna, che appartenevano al clan chiamato Ḥunn b. Rabīʿa.